# Electric Lady Sessions
Electric Lady Sessions è un album dal vivo del gruppo musicale statunitense LCD Soundsystem, pubblicato nel 2019.

## Tracce
1. Seconds (The Human League cover) – 5:09
2. American Dream – 6:03
3. You Wanted a Hit – 7:54
4. Get Innocuous! – 6:17
5. Call the Police – 6:40
6. I Used To – 4:39
7. Tonite – 5:44
8. Home – 6:03
9. I Want Your Love (Chic cover) – 4:16
10. Emotional Haircut – 5:15
11. Oh Baby – 6:10
12. (We Don't Need This) Fascist Groove Thang (Heaven 17 cover) – 4:05